# Замкнутая нуклеиновая кислота

Химическая структура мономера LNA: дополнительный мостик связывает 2'-кислород и 4'-углерод пентозы.

Замкнутая нуклеиновая кислота (англ. locked nucleic acid, LNA), также известная как мостиковая нуклеиновая кислота (BNA) и часто называемая недоступной РНК, представляет собой модифицированный нуклеотид РНК, в котором фрагмент рибозы модифицирован дополнительным мостиком, соединяющим 2'-кислородную группу. и 4' углерод. Мостик «запирает» рибозу в 3'- эндо (северной) конформации, которая часто встречается в дуплексах А-формы. Эта структура обеспечивает повышенную устойчивость к ферментативному расщеплению. LNA также предлагает повышенную специфичность и аффинность при спаривании оснований в качестве мономера или компонента олигонуклеотида. Нуклеотиды LNA могут быть смешаны с остатками ДНК или РНК в олигонуклеотиде.

## Синтез
Обика и др. были первыми, кто химически синтезировал LNA в 1997 году, а в 1998 году независимо друг от друга последовала группа Джеспера Венгеля. Это стало возможным после того, как Замечник и Стивенсон в 1978 году заложили основу для возможности того, что олигонуклеотиды могут быть отличными агентами для контроля экспрессии генов. На сегодняшний день было показано, что два разных подхода, называемые соответственно линейной и конвергентной стратегиями, обеспечивают высокую производительность и эффективность LNA. Линейная стратегия синтеза была впервые подробно описана в работах Обика и др. В этом подходе в качестве исходного материала можно использовать уридин (или любой доступный нуклеозид РНК). Конвергентная стратегия требует синтеза промежуточного сахара, который служит донором гликозила, необходимым для связывания с азотистыми основаниями. Обычно D-глюкоза используется для получения промежуточного сахара, который впоследствии реагирует с азотистыми основаниями с использованием модифицированной процедуры Форбрюгена, позволяющей стереоселективное связывание.
Добавление различных фрагментов остается возможным при сохранении ключевых физико-химических свойств, таких как высокое сродство и специфичность, очевидные в первоначально синтезированном LNA. Такие олигомеры синтезируются химическим путем и коммерчески доступны.

### Включение в ДНК/РНК
LNA может быть включен в ДНК и РНК с помощью неразборчивости определённых ДНК- и РНК-полимераз. ДНК-полимераза Phusion, коммерчески разработанный фермент, основанный на ДНК-полимеразе Pfu, эффективно включает LNA в ДНК.

## Характеристики
LNA обеспечивает повышенную биостабильность по сравнению с биологическими нуклеиновыми кислотами. Олигонуклеотиды, модифицированные LNA, продемонстрировали улучшенную термодинамику при гибридизации с РНК, одноцепочечной ДНК и двуцепочечной ДНК.

## Применение

### LNAзимы
ДНКзимы могут быть модифицированы для включения остатков LNA с образованием LNAзимов (LNA-модифицированных ДНКзимов). Эти модифицированные олигонуклеотиды, как и их родственные ДНКзимы, обычно представляют собой эндонуклеазы, которые связываются со специфическими целевыми последовательностями РНК и расщепляют фосфодиэфирную связь, существующую между нуклеотидами. Однако они демонстрируют более эффективное расщепление фосфодиэфирных связей по сравнению с их немодифицированными аналогами. Модификация плеч распознавания субстрата ДНКзимов мономерами LNA дает LNAзим, который распознает вирус Коксаки A21 (CAV-21) и расщепляет его целевую последовательность РНК, аналогичную последовательности в 5'-нетранслируемой области (5’UTR) риновируса человека −14 (ВСР-14); последовательность, не распознаваемая немодифицированными ДНКзимами.

### Терапия
Терапевтическое использование олигонуклеотидов на основе LNA является новой областью биотехнологии. Различные олигонуклеотиды LNA были оценены на предмет их фармакокинетических профилей и профилей токсичности. Исследования пришли к выводу, что токсичность LNA обычно не зависит от последовательности олигонуклеотидов и демонстрирует предпочтительный профиль безопасности для переводимых терапевтических применений.
LNA был исследован на предмет его терапевтических свойств при лечении рака и инфекционных заболеваний. Заблокированная антисмысловая молекула фосфоротиоата нуклеиновой кислоты, названная SPC2996, была разработана для нацеливания на мРНК, кодирующую онкобелок Bcl-2, белок, который ингибирует апоптоз в клетках хронического лимфоцитарного лейкоза (ХЛЛ). Клинические испытания фазы I и II продемонстрировали дозозависимое снижение циркулирующих клеток ХЛЛ примерно у 30 % выборки, что предполагает дальнейшее изучение SPC2996.
LNA также был применен к Miravirsen, экспериментальному терапевтическому средству, предназначенному для лечения гепатита C, представляющему собой 15-нуклеотидную фосфоротиоатную последовательность со специфичностью связывания с MiR-122 (миРНК, экспрессируемая в гепатоцитах).

### Обнаружение и диагностика
Аллель-специфическая ПЦР с использованием LNA позволяет создавать более короткие праймеры без ущерба для специфичности связывания.
LNA был включен в флуоресцентную гибридизацию in situ (FISH). FISH — это распространенный метод, используемый для визуализации генетического материала в различных клетках, но исследования показали, что этот метод был ограничен низкой эффективностью гибридизации зондов. Наоборот, зонды с включением LNA продемонстрировали повышенную эффективность гибридизации как в ДНК, так и в РНК . Улучшенная эффективность FISH с включением LNA привела к FISH-анализу хромосом человека, нескольких типов нечеловеческих клеток и микрочипов.
Также были проведены анализы генотипирования LNA, специально для обнаружения мутации в аполипопротеине B.
Из-за его высокой способности к различению несоответствий LNA был изучен на предмет его применения в диагностических инструментах. Иммобилизованные зонды LNA были введены в мультиплексный анализ генотипирования SNP.

### Редактирование генов
LNA-модифицированные ssODN (синтетические одноцепочечные олигонуклеотиды ДНК) можно использовать, как и обычные ssODN, для редактирования генов с одним основанием. Использование LNA в предполагаемом месте модификации или рядом с ним позволяет избежать репарации несоответствия ДНК из-за более высокой термодинамической стабильности, которой он обладает.

## Использованная литература
1. ↑  Elayadi, Anissa N. (August 2002). Implications of High-Affinity Hybridization by Locked Nucleic Acid Oligomers for Inhibition of Human Telomerase †. Biochemistry (англ.). 41 (31): 9973–9981. doi:10.1021/bi025907j. ISSN 0006-2960. PMID 12146961. Архивировано 26 сентября 2022. Дата обращения: 26 сентября 2022.
2. ↑  Kurreck, J. (1 мая 2002). Design of antisense oligonucleotides stabilized by locked nucleic acids. Nucleic Acids Research. 30 (9): 1911–1918. doi:10.1093/nar/30.9.1911. PMID 11972327.
3. ↑  Frieden, M. (1 ноября 2003). Expanding the design horizon of antisense oligonucleotides with alpha-L-LNA. Nucleic Acids Research (англ.). 31 (21): 6365–6372. doi:10.1093/nar/gkg820. ISSN 1362-4962. PMID 14576324.
4. ↑  Frieden, Miriam (October 2003). Nuclease Stability of LNA Oligonucleotides and LNA-DNA Chimeras. Nucleosides, Nucleotides and Nucleic Acids (англ.). 22 (5–8): 1041–1043. doi:10.1081/NCN-120022731. ISSN 1525-7770. PMID 14565339. Архивировано 15 июня 2022. Дата обращения: 26 сентября 2022.
5. ↑  Morita, K. (1 ноября 2001). 2'-O, 4'-C-Ethylene-bridged nucleic acids (ENA) with nuclease-resistance and high affnity for RNA. Nucleic Acids Symposium Series (англ.). 1 (1): 241–242. doi:10.1093/nass/1.1.241. ISSN 0261-3166. PMID 12836354.
6. ↑  Medicinal chemistry of nucleic acids. — Hoboken, N.J.: John Wiley & Sons, 2011. — 1 online resource с. — ISBN 978-1-118-09280-4, 1-118-09280-5, 978-1-118-09283-5, 1-118-09283-X, 1-283-23990-6, 978-1-283-23990-5, 1-118-09281-3, 978-1-118-09281-1.
7. 1 2  Obika, Satoshi (15 декабря 1997). Synthesis of 2′-O,4′-C-methyleneuridine and -cytidine. Novel bicyclic nucleosides having a fixed C3, -endo sugar puckering. Tetrahedron Letters (англ.). 38 (50): 8735–8738. doi:10.1016/S0040-4039(97)10322-7. ISSN 0040-4039. Архивировано 21 апреля 2023. Дата обращения: 26 сентября 2022.
8. ↑  Orum, Miriam Frieden and Henrik (31 марта 2008). Locked Nucleic Acid Holds Promise in the Treatment of Cancer. Current Pharmaceutical Design (англ.). 14 (11): 1138–1142. doi:10.2174/138161208784246234. PMID 18473860. Архивировано 9 июня 2018. Дата обращения: 6 октября 2020.
9. ↑  Zamecnik, P. C. (1 января 1978). Inhibition of Rous sarcoma virus replication and cell transformation by a specific oligodeoxynucleotide. Proceedings of the National Academy of Sciences (англ.). 75 (1): 280–284. Bibcode:1978PNAS...75..280Z. doi:10.1073/pnas.75.1.280. ISSN 0027-8424. PMID 75545.
10. ↑  Koshkin, Alexei A. (1 декабря 2001). A Simplified and Efficient Route to 2'-O, 4'-C-Methylene-Linked Bicyclic Ribonucleosides (Locked Nucleic Acid). The Journal of Organic Chemistry. 66 (25): 8504–8512. doi:10.1021/jo010732p. ISSN 0022-3263. PMID 11735531. Архивировано 3 октября 2022. Дата обращения: 26 сентября 2022.
11. 1 2  Orum, Miriam Frieden and Henrik (31 марта 2008). Locked Nucleic Acid Holds Promise in the Treatment of Cancer. Current Pharmaceutical Design (англ.). 14 (11): 1138–1142. doi:10.2174/138161208784246234. PMID 18473860. Архивировано 9 июня 2018. Дата обращения: 6 октября 2020.Orum, Miriam Frieden and Henrik (2008-03-31). «Locked Nucleic Acid Holds Promise in the Treatment of Cancer» Архивная копия от 9 июня 2018 на Wayback Machine. Current Pharmaceutical Design. 14 (11): 1138—1142. doi:10.2174/138161208784246234. PMID 18473860. Retrieved 2020-10-06.
12. ↑  Veedu, Rakesh N. (26 марта 2007). Enzymatic Incorporation of LNA Nucleotides into DNA Strands. ChemBioChem (англ.). 8 (5): 490–492. doi:10.1002/cbic.200600501. PMID 17315250. Архивировано 26 сентября 2022. Дата обращения: 26 сентября 2022.
13. ↑  Veedu, Rakesh N. (26 марта 2007). Enzymatic Incorporation of LNA Nucleotides into DNA Strands. ChemBioChem (англ.). 8 (5): 490–492. doi:10.1002/cbic.200600501. PMID 17315250. Архивировано 26 сентября 2022. Дата обращения: 26 сентября 2022.Veedu, Rakesh N.; Vester, Birte; Wengel, Jesper (2007-03-26). «Enzymatic Incorporation of LNA Nucleotides into DNA Strands» Архивная копия от 26 сентября 2022 на Wayback Machine. ChemBioChem. 8 (5): 490—492. doi:10.1002/cbic.200600501. PMID 17315250. S2CID 10206060.
14. ↑  Breaker, R. R. (December 1994). A DNA enzyme that cleaves RNA. Chemistry & Biology. 1 (4): 223–229. doi:10.1016/1074-5521(94)90014-0. ISSN 1074-5521. PMID 9383394. Архивировано 28 сентября 2022. Дата обращения: 26 сентября 2022.
15. ↑  Vester, Birte (November 2002). LNAzymes: Incorporation of LNA-Type Monomers into DNAzymes Markedly Increases RNA Cleavage. Journal of the American Chemical Society (англ.). 124 (46): 13682–13683. doi:10.1021/ja0276220. ISSN 0002-7863. PMID 12431091. Архивировано 26 сентября 2022. Дата обращения: 26 сентября 2022.
16. ↑  Schubert, Steffen (May 2004). Gaining Target Access for Deoxyribozymes. Journal of Molecular Biology (англ.). 339 (2): 355–363. doi:10.1016/j.jmb.2004.03.064. PMID 15136038.
17. ↑  LNA: a versatile tool for therapeutics and genomics. Trends in Biotechnology. 21 (2): 74–81. February 2003. doi:10.1016/S0167-7799(02)00038-0. PMID 12573856.
18. ↑  Dürig, J. (April 2011). The novel antisense Bcl-2 inhibitor SPC2996 causes rapid leukemic cell clearance and immune activation in chronic lymphocytic leukemia. Leukemia (англ.). 25 (4): 638–647. doi:10.1038/leu.2010.322. ISSN 1476-5551. PMID 21358717.
19. ↑  Gebert, Luca F. R. (1 января 2014). Miravirsen (SPC3649) can inhibit the biogenesis of miR-122. Nucleic Acids Research. 42 (1): 609–621. doi:10.1093/nar/gkt852. ISSN 0305-1048. PMID 24068553.
20. ↑  Bonneau, E. (24 июня 2019). How close are miRNAs from clinical practice? A perspective on the diagnostic and therapeutic market. EJIFCC. 30 (2): 114–127. ISSN 1650-3414. PMID 31263388.
21. ↑  Bonetta L (2005). Prime time for real-time PCR. Nat. Methods. 2 (4): 305–312. doi:10.1038/nmeth0405-305.
22. 1 2  Kubota, Kengo (August 2006). Improved in situ hybridization efficiency with locked-nucleic-acid-incorporated DNA probes. Applied and Environmental Microbiology. 72 (8): 5311–5317. doi:10.1128/AEM.03039-05. ISSN 0099-2240. PMID 16885281.
23. ↑  Kubota, Kengo (August 2006). Improved in situ hybridization efficiency with locked-nucleic-acid-incorporated DNA probes. Applied and Environmental Microbiology. 72 (8): 5311–5317. doi:10.1128/AEM.03039-05. ISSN 0099-2240. PMID 16885281.Kubota, Kengo; Ohashi, Akiyoshi; Imachi, Hiroyuki; Harada, Hideki (August 2006). «Improved in situ hybridization efficiency with locked-nucleic-acid-incorporated DNA probes». Applied and Environmental Microbiology. 72 (8): 5311-5317. doi:10.1128/AEM.03039-05. ISSN 0099-2240. PMC 1538721. PMID 16885281.
24. ↑  LNA: a versatile tool for therapeutics and genomics. Trends in Biotechnology. 21 (2): 74–81. February 2003. doi:10.1016/S0167-7799(02)00038-0. PMID 12573856.Petersen M, Wengel J (February 2003). «LNA: a versatile tool for therapeutics and genomics». Trends in Biotechnology. 21 (2): 74-81. doi:10.1016/S0167-7799(02)00038-0. PMID 12573856.
25. ↑  van Ravesteyn, TW (2016-04-12). LNA modification of single-stranded DNA oligonucleotides allows subtle gene modification in mismatch-repair-proficient cells. Proceedings of the National Academy of Sciences of the United States of America. 113 (15): 4122–7. doi:10.1073/pnas.1513315113. PMID 26951689.